# Rannsakningar efter antikviteter

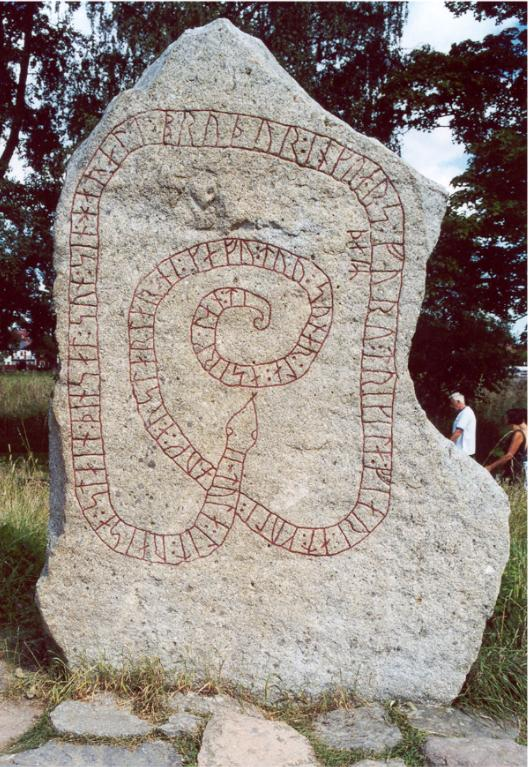
De svenska runstenarna bedömdes som ett av de skyddsvärda objekt som ingick i rannsakningen av antikviteter. På bilden ses Gripsholmsstenen.

Rannsakningar efter antikviteter var en omfattande inventering av främst fornminnen men även skyddsvärda objekt, från historisk tid, som ägde rum i Sverige från 1667 och med ojämna mellanrum fram till 1693. Initiativtagare till projektet var riksantikvarien Johan Hadorph och det hela stöddes av rikskanslern Magnus Gabriel de la Gardie. Arbetet med att sammanställa förteckningar över fornminnena etcetera, i de olika socknarna i riket, sköttes av präster som via mellanhänder skickade sina akter till det nybildade Antikvitetskollegiet. Ordet rannsakning kunde avse prästens insamling av uppgifterna men användas också för att beteckna den skriftliga akten som deras efterforskningar resulterade i, det vill säga själva inventeringsrapporten.

## Rannsakningarnas historia

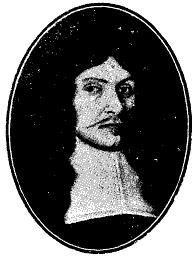
Johan Hadorph, en av initiativtagarna bakom rannsakningen efter antkviteter.

### Förberedelserna (1666)
Den drivande kraften bakom rannsakningarna var den 1666 nyligen tillträdde riksantikvarien Johan Hadorph som på hösten detta år utarbetade ett betänkande om fornminnesvård samt skydd av viktiga minnen från historisk tid. Betänkandet var riktat till rikskanslern i Karl XI:s förmyndarregering, Magnus Gabriel de la Gardie, och Hadorph framhöll i detta hur många av förfädernas minnesmärken höll på att förstöras och hur viktigt det var att skydda dem mot vidare åverkan. I 9 punkter tog han upp vilka skyddsvärda objekt han hade i åtanke och företaget fick rikskanslerns stöd. Hadorphs betänkande blev den direkta förlagan till ett kungligt plakat daterat den 28 november 1666. Plakatet tar i löpande text upp vilka typer av antikviteter som bör skyddas:
- Borgar, hus, fästen, skansar och fornborgar
- Runristade stenar och stoder
- Gravhögar
- Kungars, furstars eller andra förnäma personers grifter, både de som finns i nuvarande och i ödekyrkor.
- Alla avlidnas gravar och gravställen i kyrkorna och på kyrkogårdarna.
- Alla ting som kan tjäna som minnesmärke över någon historisk bedrift, person, ort eller släkt.

Detta plakat bifogades sedan till en skrivelse från den 18 december 1666 riktad till ärkebiskopen, biskoparna och superintendenterna i landet där dessa uppmanades att se till att kyrkoherdarna med hjälp av kyrkvärdarna och sexmännen upprättade förteckningar över alla de antikviteter som de kunde hitta i sina respektive socknar. Samma dag skickades dessutom en skrivelse ut till rikets guvernörer och landshövdingar där dessa uppmanades att hjälpa prästerskapet med projektet.

### Den första tiden (1667–1668)
I början av 1667 sände biskoparna ut kopior av det kungliga plakatet till rikets kyrkoherdar och redan den 23 januari 1667 kom den första rannsakningen in från Österplana socken i Västergötland. Från åren 1667 och 1668 är rannsakningar från sammanlagt 443 socknar kända och räknar man in odaterade rapporter som troligen också skrevs under denna tid bör omkring 500 socknar ha rannsakats under inventeringens första två år. Intresset för projektet dalade dock ganska snabbt bland prästerna. Ämnet togs upp under riksdagen i Stockholm 1668 och förutom den extra arbetsbörda som Rannsakningarna gav prästerna var det enligt prästeståndet ett problem att arbetet med att hitta och rapportera fornminnen sköttes av för uppgiften oskolade personer och de ansåg att prästernas arbete borde kompletteras eller ersättas av skolade antikvariers insamlingsresor. Detta var ett stöd för planerna på årliga antikvariska resor som Hadorph och de la Gardie redan hade, men prästernas förarbete var absolut nödvändiga för planeringen av dessa resor.

### Den senare fasen (1669–1693)
För att stimulera intresset för inventeringen skickades en ny upplaga av 1666 års plakat ut 1669 med ett bifogat brev där man förebrådde prästerskapet att alltför lite material skickats in. Samma år inledde Johan Hadorph sina antikvariska resor och i maj 1671 utfärdade Karl XI ett pass åt honom vilket gav honom rätt att tillsammans med ett antal medhjälpare resa riket runt i antikvariskt syfte och dessutom hade olika myndighetspersoner skyldighet att stödja honom i företaget.
Ett nytt skede i Rannsakningarna inleddes 1672. Innan dess hade uppgiften att verkligen få prästerna att sammanställa och skicka in sina antikvitetsförteckningar vilat på biskoparna och prostarna men från och med nu kom den uppgiften huvudsakligen att vila på landshövdingarna och befallningsmännen. Detta ledde ofta till att akter täckande mycket större områden kom in till Antikvitetskollegiet. 1667 kom det till exempel in 14 akter från Västergötland med uppgifter från 22 socknar medan en enda rannsakningsakt från 1672 täckte 42 västgötska socknar.
Johan Hadorph var som sagt hela tiden den drivande kraften bakom rannsakningarna. Förutom att ha ansvaret för planeringen av de antikvariska resorna som pågick mellan 1669 och 1690 var han även den flitigaste granskaren av akterna som kom in till Antikvitetskollegiet, vilket man kan se på marginalanteckningarna i de bevarade dokumenten. Men givetvis fick han hjälp av olika tjänstemän och en av de viktigare var ritaren Ulf Christofersson.
1676 skrev Hadorph en lista med 9 punkter på skyddsvärda objekt, det så kallade extraktet. Namnet till trots var detta en utvidgning av de tidigare kungliga plakaten för i extraktet nämns bland annat offerkällor, gamla böcker, folkvisor och mynt.
Det sista kungliga plakatet som försökte hålla liv i projektet kom 1684 och efter Hadorphs död i juli 1693 uteblev påminnelserna om rannsakningarna helt och inventeringen var avslutad. Den sista rannsakningen är daterad till den 19 juni 1693 och kom från Härjedalen. Den behandlar dock redan undersökta socknar och prästen noterar bara att man inte hittat något nytt av värde. De sista akterna som gav någon ny information skrevs 1690 och kom från Jönköpings län.

## Bevarat material
Den största delen av det fram till i dag bevarade rannsakningsmaterialet finns i fem handskriftvolymer som förvaras på Kungliga biblioteket i Stockholm men vissa texter finns också i olika domkapitels arkiv. Materialet lämnar uppgifter om drygt 1200 socknar och är fördelat på omkring 500 akter. Det enda landskapet där alla socknar är representerade är Öland, medan däremot inga rannsakningar alls finns från Bohuslän, Dalsland, Norrbotten, Västerbotten eller Lappland. Finland är dessutom väldigt dåligt representerad i förhållande till sin storlek och majoriteten av de finska rapporterna kommer dessutom från det nära Stockholm liggande Åland, som egentligen inte under den tiden heller ska ses som ett finskt landskap även om landskapet idag hör till Finland. Troligtvis beror detta på att en stor del av de ivägsända finska rannsakningarna aldrig nådde fram till Antikvitetskollegiet.

## Vad rannsakningarna innehåller
Det bevarade materialet domineras av olika runinskrifter, vilket delvis beror på att prästerna som skötte insamlingen av uppgifterna var bildade och därmed koncentrerade sig på objekt som innehöll någon form av text. Ibland är dock informationen missvisande. Prästerna kunde exempelvis ibland förväxla ålderdomliga stilar på gravhällar med runor. De kunde även kalla under forntiden resta stenar för ”runstenar” trots att de saknade runinskrift.
Det kungliga plakatet nämner inget om att prästerna skulle låta avbilda antikviteterna, men det finns trots detta över 60 avbildningar av runstenar eller dess inskrifter i rannsakningarna, vilka dock oftast vare sig är särskilt tillförlitliga eller exakta.
Ibland tas även olika sägner och traditioner upp som är knutna till runstenarna eller deras inskrifter. Många andra sägner och traditioner tas också upp i rannsakningsrapporterna. Det kunde exempelvis röra sig om traditioner om sockenkyrkans byggande eller sägner om hur troll eller jättar försökte förstöra den nybyggda kyrkan genom att kasta stora stenar på den för att de störde sig på klockljudet. Andra återgivna sägner beskriver olika straff som kunde drabba folk som inte bevistade julottan.
Det finns även en del uppgifter om folkets seder och bruk. Det finns till exempel berättelser om offerkällor, hur de en gång rann upp, vad man offrade i dem och hur folk sade sig ha blivit botade från olika krämpor när de besökt dem. Berättelser om hur man firade kyrkans högtider förekommer också.
Fornlämningar som är äldre än från järnåldern är sparsamt förekommande i rannsakningarna medan däremot gravfält, gravhögar och fornborgar från järnåldern och senare är betydligt vanligare i akterna.

## Rannsakningarna i tryck
De finska rannsakningarna publicerades redan 1858 men det skulle dröja till 1953 innan man i samband med Vitterhetsakademins 200-åriga jubileum bestämde sig för att börja förbereda en kommenterad utgåva över samtliga rannsakningar. De skulle ges ut i tre delar där varje del skulle bestå av en text och en kommentar. Kommentarerna är ännu inte utgivna men textdelarna publicerades av Vitterhetsakademin enligt nedan:
- Rannsakningar efter antikviteter. Stockholm: Kungl. Vitterhets-, historie- och antikvitetsakad. 1960-1998  / på Akademiens uppdrag utgivna under redaktion av Carl Ivar Ståhle. Libris 8206632
  -  Band 1, Uppland Västmanland, Dalarna, Norrland, Finland, Häfte 1, Text / utg. av Ingemar Olsson, Nils Gustaf Stahre och Carl Ivar Ståhle. Stockholm: Kungl. Vitterhets-, historie- och antikvitetsakad. 1960. Libris 8206633
  -  Band 2, Södermanland, Närke, Värmland, Västergötland, Östergötland, Gotland, Häfte 1, Text / utg. av Ingemar Olsson, Nils-Gustaf Stahre och Carl Ivar Ståhle. Stockholm: Kungl. Vitterhets-, historie- och antikvitetsakad. 1969. Libris 418817
  -  Band 3, Öland, Småland, Blekinge, Halland, Skåne, Häfte 1, Text / under redaktion av Carl Ivar Ståhle och Nils-Gustaf Stahre. Stockholm: Kungl. Vitterhets-, historie- och antikvitetsakad. 1992. Libris 418818. ISBN 91-7402-222-9
  -  Band 4, Ortnamns- och personnamnsregister / utgivet av Nils-Gustaf Stahre. Stockholm: Kungl. Vitterhets-, historie- och antikvitetsakad. 1998. Libris 418819. ISBN 91-7402-281-4

Andra utgåvor rörande rannsakningarna:
- ”Rannsakningar om antikviteterna 1667—84. Östergötland. Medd av C. M. Stenbock”. Meddelanden från Östergötlands fornminnes- och museiförening 1913-14:  sid. 23-51. 0281-7446. Libris 10371253
- Rannsakningar om antikviteter i Södermanland 1667-1686  / utgivna av Ivar Schnell och Carl-Ivar Ståhle. Sörmländska handlingar, 0346-8097 ; 5. Nyköping: Södermanlands hembygdsförbund. 1938. Libris 847852
- Den första fornminnesinventeringen i Småland : prästerskapets rannsakningar om gamble antiquiteter och monumenter 1667-1690 / med inledning och kommentar av Paul Wilstadius. Småländska hembygdsböcker, 99-0556073-4 ; 7-9. Växjö. 1940-1942. Libris 421688